# إيرنيستو أوليفيرا
إيرنيستو أوليفيرا (بالبرتغالية: Ernesto Nogueira do Oliveira‏) (28 يونيو 1921 بلشبونة في البرتغال - 24 فبراير 2016) هو لاعب كرة قدم برتغالي في مركز حراسة المرمى. شارك مع منتخب البرتغال لكرة القدم. أما مع النوادي، فقد لعب مع أتليتيكو كلوب دي برتغال.

## وصلات خارجية
- إيرنيستو أوليفيرا على موقع قاعدة بيانات كرة القدم.إي يو (الإنجليزية)
- إيرنيستو أوليفيرا على موقع عالم كرة القدم.نت (الإنجليزية)